# Oleg Pogodin
Oleg Pogodin (russisk: Оле́г Гео́ргиевич Пого́дин) (født 3. juli 1965 i Salsk i Sovjetunionen) er en russisk filminstruktør og manuskriptforfatter.

## Filmografi
- Nepobedimyj (Непобедимый, 2008)[1][2]
- Dom (Дом, 2011)
- Konjok-Gorbunok (Конёк-Горбунок, 2021)